# Great Plains
| Great Plains |
| --- |
| Karta över de stora slätterna, med den ungefärliga gränsen utprickad. 100:e västliga meridianen löper direkt till höger om texten "Plain". - Betydelse – prärie- och stäppområde i det inre av Nordamerika - Läge – mellan Klippiga bergen och Mississippifloden, från Texas till Manitoba - Andra ord – Stora slätterna |

Great Plains (uttal: [greit'pleinz]) eller Stora slätterna (franska: Grandes Plaines, spanska: Grandes Llanuras) är ett stort prärie- och stäppområde i det inre av Nordamerika. Det ligger öster om Klippiga bergen i USA och i södra Kanada.

## Geografi och natur
Great Plains ligger öster om Klippiga bergen i USA och Kanada. Området sträcker sig från Texas i söder till Alberta och Saskatchewan i norr, över delstaterna och provinserna Colorado, Kansas, Montana, Nebraska, New Mexico, North Dakota, Oklahoma, South Dakota, Texas, Wyoming och Manitoba. I Kanada är termen prärie vanligare, och regionen är där känd som Kanadensiska prärierna. Regionen är omkring 800 km öst till väst och 3 200 km norr till söder.

Från väster till öster: torr, halvtorr och våt prärie.

Området är i det närmaste trädlöst och sluttar svagt mot öster, från Klippiga bergens fot till Mississippiflodens dalgång. Det var ursprungligen ett gräsbevuxet slättland – prärie – där en gång stora hjordar av bisonoxe strövade omkring. Klimatet är kontinentalt, med stort avstånd från närmaste kust. Vintrarna är kalla och somrarna heta. Den starkt föränderliga nederbörden i relativt låg och lägre mot väster. Områdets vattenbrist kombineras även med ofta starka vindar (inklusive många tromber under sommarmånaderna). 
Great Plains är en del av det större slättlandet mellan Klippiga bergen och Appalacherna. Öster om Mississippifloden fortsätter det i den östra delen av Centrala låglandet (Interior Plains), söder om Stora sjöarna och runt Ohioflodens dalgång. Till skillnad från Great Plains var denna del av USA ursprungligen skogklädd och inget prärielandskap. Söder om slättlandet ligger det inre höglandet, med Ozarkbergen och Ouachita-provinsen. I södra Texas övergår det i kustslätten vid Mexikanska golfen, ett område utan bakgrund som prärieland.

## Geologi

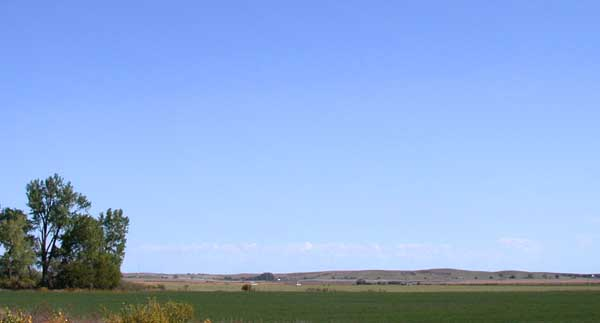
Great Plains nära Kearney, Nebraska.

Great Plains är den västra delen av det Centrala låglandet, som österut sträcker sig till Appalachplatån. United States Geological Survey delar in amerikanska Great Plains i tio olika fysiologiska delar:
- Missouriplatån, präglad av inlandsis[3] – östligt-centrala South Dakota, norra och östra North Dakota och nordöstra Montana
- Missouriplatån, ej präglad av inlandsis[3] – västra och sydvästra South Dakota, nordöstra Wyoming och sydöstra Montana
- Black Hills[3] – västra South Dakota
- High Plains[3] – östra New Mexico, nordvästra Texas, västra Oklahoma, östra Colorado, västra Kansas, större delen av Nebraska (bland annat Sand Hills) och sydöstra Wyoming
- Plains Border[3] – centrala Kansas och norra Oklahoma (inkluderat Flint, Red och Smoky Hills)
- Colorado Piedmont[3] – östra Colorado
- Raton-sektionen[3] – nordöstra New Mexico
- Pecos Valley[3] – östra New Mexico
- Edwardsplatån[3] – sydcentrala Texas
- Centrala Texas-sektionen – centrala Texas[3]

De stora slätterna är som övriga delar av jorden flera miljarder år gammal, men stora delar av området är präglat av betydligt nyare geologiska processer. Från cirka 570 miljoner till cirka 70 miljoner år sedan utgjordes det inre av den nordamerikanska kontinenten av ett stort och grunt hav. Med tiden avsattes tjocka lager av sediment, på de flesta ställen mellan 1,5 och 3 kilometer djupa. Allteftersom hårdnade sedimentlagren till de nuvarande sedimentära bergarterna, som vilar på äldre, vulkaniska "urberg".
För cirka 70 miljoner år sedan skedde upplyftande processer som medförde att sedimentlagren steg ovan havsyan. Landskapet som då framträdde motsvarar de vida och nästan helt platta slätterna som det tidigare havets sedimentlager genererade.

## Mänsklig historia
Prärieindianerna var ursprungsbefolkningen i Great Plains. De hade ofta ett leverne som var beroende av närhet till de stora kringströvande hjordarna av bisonoxe.
Under senare århundraden gav det stora slättlandet både hopp och utmaningar för europeiska invandrare och nybyggare. Den nyckfulla nederbörden gjorde att odlingarna tidigare begränsades, och området var länge präglat av boskapsskötsel och bosättningar längs med floderna. 1800-talets cowboykultur och vilda västern kom dock så småningom att ersättas av mer ordnade jordbruksförhållanden, dock först efter många exempel på osäkra odlingsmetoder som ledde till att det tunna jordlagret blåste bort (se Dust Bowl).

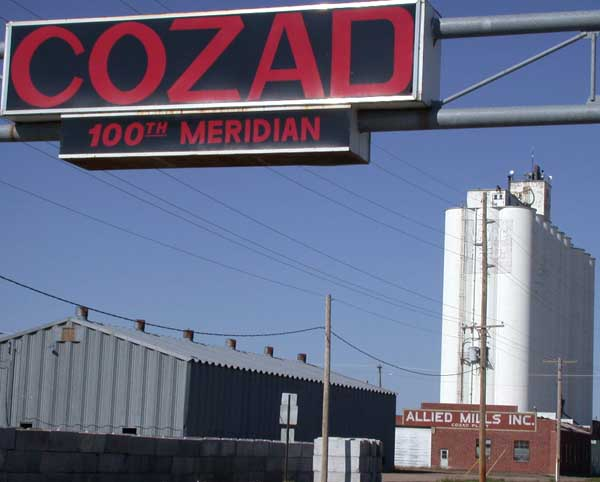
Skylt som visar den 100:e västliga meridianen, i Cozad i Nebraska.

De stora slätterna uppodlades till stor del i början av 1900-talet – mest med vårvete och höstvete. I särskilt de södra delen av området förekommer omfattande uppfödning av biffkor. En gräns mellan det fuktiga och det torra USA går rätt genom området, från norr till söder, längs med den 100:e västliga meridianen. Väster därom är konstbevattnade odlingar närmast nödvändiga för de flesta grödor. Under 1900-talet har dock, enligt vissa studier, denna gräns på grund av ändrat klimat flyttat cirka 220 km österut.
På sina ställen sker bevarandeåtgärder för att skydda den ursprungliga präriefloran. Det har bland annat skett i Badlands i South Dakota, liksom i Kansas. Både mänsklig och tidigare historia beskrivs och forskas kring vid University of Nebraska–Lincoln.